# アンソニー・スミス (セイフティ)
アンソニー・スミス（Anthony Smith 1983年9月20日- ）は、オハイオ州ハバード出身の元アメリカンフットボール選手。現役時代のポジションはセイフティ。第43回スーパーボウル、第45回スーパーボウルの優勝メンバー。

## 経歴

### プロ入りまで
高校時代、セイフティとランニングバックでプレーした。2年次には1,475ヤードを走り26TD、6インターセプト、3年次には1,787ヤードを走り29TDをあげ、チームは11勝1敗の成績をあげた。またバスケットボール、野球、ハードル走、リレー走、走高跳、走幅跳の選手でもあった。
シラキューズ大学に進学した彼は1年次に71タックル、2年次には106タックル、5インターセプトをあげた。3年次の2004年には85タックル、3インターセプトの成績でビッグ・イースト・カンファレンスのセカンドチームに選ばれた。4年次には71タックル、3サック、6インターセプトをあげてカンファレンスのファーストチームに選ばれた。
4年間で先発35試合を含む46試合に出場し、293タックル（8ロスタックル）、17パスディフェンス、3サック、4ファンブルフォース、5ファンブルリカバー、大学歴代3位の14インターセプトをあげた。また大学記録となる6キックブロックで2TDをあげている。

### プロキャリア
2006年のドラフトコンバインでは3コーンドリルで全体12位の6,63秒、40ヤードダッシュで4秒71の成績を残した。
2006年のNFLドラフト3巡でピッツバーグ・スティーラーズに指名されて入団した。スティーラーズでは3年間で46試合に出場（14試合に先発出場）した。
2006年、全16試合に出場、先発フリーセイフティのライアン・クラークが負傷した後、最後の4試合は彼に代わり先発した。15タックル、2インターセプト、7パスディフェンス、スペシャルチームでも15タックルをあげた。
2007年、クラークとポジション争いを行ったが、コーチ陣が先発に選んだのはクラークであった。しかしクラークはこの年も故障者リスト入りし、スミスに先発の座が回った。12月、開幕から12連勝中のニューイングランド・ペイトリオッツ戦を控えて、スティーラーズが連勝を止めて見せると発言した。その試合でランディ・モスへの63ヤード、ジャバー・ギャフニーへの56ヤードのTDパスをトム・ブレイディに決められた。さらに翌週のジャクソンビル・ジャガーズ戦でもデニス・ノースカットへの55ヤードのTDパスを決められたため、次の試合ではタイロン・カーターが先発することとなった。この年先発10試合を含む全16試合に出場し、チーム6位の74タックル、2インターセプト、4パスディフェンス、スペシャルチームで5タックルをあげた。チームディフェンスはこの年NFLトップの成績を残した。
2008年には控えセイフティとして14試合に出場、5タックル、スペシャルチームで4タックルをあげた。この年スティーラーズは第43回スーパーボウルで優勝、彼はスーパーボウルリングを獲得した。
制限つきフリーエージェントになった彼は、2009年3月にグリーンベイ・パッカーズと契約を結んだが、9月5日の最終ロースターカットでウェーバーされた。9月6日にセントルイス・ラムズと契約したが2試合に出場した後、11月5日にカットされ、11月6日にジャクソンビル・ジャガーズと契約を結んだ。
2010年、ジャガーズで3試合に先発出場した後、10月18日、ドラフト7巡指名権と引き換えにグリーンベイ・パッカーズに移籍した。この年12月18日に故障者リスト入りしたが、パッカーズが第45回スーパーボウルで優勝したため、2個目のスーパーボウルリングを獲得した。
2011年8月9日、テネシー・タイタンズと契約を結んだ。8月27日のシカゴ・ベアーズとのプレシーズンゲームで、相手TEデズモンド・クラークにヒットした際、クラークはひざを負傷し、カートで退場した。この年13試合に出場した後、12月に故障者リスト入りした。
2012年3月13日、フリーエージェントとなった。このシーズンをもって引退した。